# Књижевна награда „Мома Димић”
Књижевна награда „Мома Димић” установљена је Одлуком Управног одбора Библиотеке града Београда 2010. године. Додељује се за прозно дело које на уметнички релевантан начин остварује везе са другим културама. Награду заједнички додељују Библиотека града Београда и Градска општина Сопот. Награда се додељује сваке друге године.
Награду која носи име познатог српског књижевника и преводиоца Моме Димића (1944–2008), који је плодну каријеру започео пре више од пола века романом Живео живот Тола Манојловић, установљена је на предлог Библиотеке „Милован Видаковић" у Сопоту и општине Сопот.

## Услови за доделу Награде
За Награду „Мома Димић” може конкурисати свако прозно дело, без обзира на жанр (путопис, есеј, роман...) написано на српском језику и објављено у Србији у последње две године.
Прозно дело за Награду могу предложити издавачи, културне и друге установе, организације и удружења, групе грађана, појединци и чланови жирија за доделу Награде.

## Досадашњи добитници награде
Награда „Мома Димић” уручује се на Петровдан, 12. јула, током манифестације Дани Милована Видаковића, а у оквиру програма Петровдан у порти неменикућке цркве у насељу Неменикуће поред Сопота. Награду су до сада добили:
- 2010 — Михајло Пантић, за књигу Приче на путу[2]
- 2012 — Владимир Пиштало, за роман Венеција[3]
- 2014 — Мирко Магарашевић, за књигу Турска писма[4]
- 2016 — Сања Домазет, за књигу Градови[5]
- 2018 — Горан Гоцић, за роман Последња станица Британија[6]
- 2021 — Ненад Шапоња, за књигу путописа А Брисел се дâ преходати лако (за 2018/19/20)[7]
- 2023 — Јовица Аћин за књигу приповедака Бања[8]

## Галерија слика
- Додела награде
- Добитник награде за 2017. годину, Горан Гоцић
- Петровдан у порти неменикућке цркве, Петровдан, 12. јули 2018.
- Ненад Шапоња, добитник Награде за 2018/19/20.